# Beau Bridges
Lloyd Vernet Bridges III (Hollywood, 9 de dezembro de 1941) mais conhecido como Beau Bridges é um premiado ator norte-americano.
Filho do também famoso ator Lloyd Bridges e da atriz e escritora Dorothy Simpson. É irmão do também ator Jeff Bridges.

## Biografia
Beau Bridges, nome artístico de Lloyd Vernet Bridges III nasceu em Hollywood, Califórnia, em 9 de dezembro de 1941. Sua estréia nas telas deu-se em Force of Evil, 1948. Nascido apenas dois dias depois do ataque a Pearl Harbour, seu parto aconteceu à luz de velas por causa de um apagão de energia. Chamado Lloyd Vernet Bridges III, seus pais o apelidaram Beau em função do filho de Ashley Wilkes em Gone with the Wind (1939), um livro que estavam lendo na época. Seu irmão mais novo, o ator Jeff Bridges, nasceu em 1949 e uma irmã, Cindy Bridges, no ano seguinte.
Beau jogou basquete na UCLA em seu primeiro ano. No ano seguinte foi transferido para a Universidade do Havaí, mas desistiu de prosseguir nos estudos para ingressar na carreira artística. Conseguiu seu primeiro papel principal em 1967. Durante seu primeiro casamento com Julie Landifield, adotaram Casey Pontes e tiveram então Jordan Bridges. Ele e sua segunda esposa, Wendy Treece Pontes, têm três filhos deste casamento: Dylan Bridges (nascido em 1985); Emily Pontes, (nascido em 1987) e Ezequiel Jeffry Bridges.
Beau gosta de tocar guitarra e coleciona instrumentos de percussão nativo-americanos. Ele também adora o mar, e pratica natação e surfe. Além disso, atua em causas ambientais e controle de armas de fogo. Em abril de 2003 recebeu sua estrela na Calçada da Fama, em Hollywood, próxima às estrelas de seu pai e de seu irmão.

## Filmografia
- 2017 - The Mountain Between Us
- 2012 - Eden
- 2010 - My Girlfriend's Boyfriend
- 2010 - Free Willy: Escape from Pirate's Cove
- 2008 - Max Payne
- 2007 - Stargate SG-1 (TV)
- 2006 - Stargate SG-1 (TV)
- 2006 - The Good German
- 2006 - 10.5: Apocalypse (TV)
- 2005 - Stargate SG-1 (TV)
- 2005 - My Name is Earl (TV)
- 2005 - Into the West
- 2005 - The Ballad of Jack and Rose
- 2005 - Smile
- 2000 - Sordid Lives
- 1996 - Jerry Maguire
- 1993 - The Positively True Adventures of the Alleged Texas Cheerleader-Murdering Mom (TV)
- 1991 - Without Warning: The James Brady Story (TV)
- 1989 - The Wizard
- 1989 - The Fabulous Baker Boys
- 1983 - Heart Like a Wheel
- 1982 - Love Child
- 1981 - Night Crossing
- 1979 - Norma Rae
- 1976 - Swashbuckler
- 1976 - Two-Minute Warning
- 1975 - The Other Side of the Mountain
- 1970 - The Landlord
- 1970 -  Adam's Woman
- 1965 - Village of the Giants
- 1949 - The Red Pony